# CNO-цикл
CNO-цикл — термоядерная реакция превращения водорода в гелий, в которой углерод, кислород и азот выступают как катализаторы. Считается одним из основных процессов термоядерного синтеза в массивных звёздах главной последовательности.

## Процесс углеродного сгорания
CNO-цикл — это совокупность трёх сцепленных друг с другом или, точнее, частично перекрывающихся циклов. Самый простой из них — CN-цикл (цикл Бете, или углеродный цикл) — был предложен в 1938 году Хансом Бете и независимо от него Карлом Вайцзеккером.

Основной путь реакции CN-цикла (дополнительно указано характерное время протекания реакций):
| 12C + p | → | 13N + γ       | +1,94 МэВ | ~1,3⋅107 лет |                                                                  |
| 13N     | → | 13C + e+ + νe | +2,22 МэВ | ~7 минут     | (либо +1,20 МэВ без учёта аннигиляции e+; T½ для 13N = 9,96 мин) |
| 13C + p | → | 14N + γ       | +7,55 МэВ | ~2,7⋅106 лет |                                                                  |
| 14N + p | → | 15O + γ       | +7,30 МэВ | ~3,2⋅108 лет |                                                                  |
| 15O     | → | 15N + e+ + νe | +2,75 МэВ | ~82 секунды  | (либо +1,73 МэВ без учёта аннигиляции e+; T½ для 15O = 122,24 с) |
| 15N + p | → | 12C + 4He     | +4,96 МэВ | ~1,1⋅105 лет |                                                                  |

Суть этого цикла состоит в непрямом синтезе α-частицы из четырёх протонов при их последовательных захватах ядрами, начиная с 12C.

## Процессы кислородного сгорания
В реакции с захватом протона ядром 15N возможен ещё один исход (с вероятностью примерно 1/1000): образование ядра 16О и рождение нового цикла, называемого NO I-циклом.
Он имеет в точности ту же структуру, что и CN-цикл:
| 14N + 1H | → | 15O + γ       | +7,29 МэВ  | (3,2⋅108 лет) |
| 15O      | → | 15N + e+ + νe | +2,76 МэВ  | (82 секунды)  |
| 15N + 1H | → | 16O + γ       | +12.13 МэВ |               |
| 16O + 1H | → | 17F + γ       | +0,60 МэВ  |               |
| 17F      | → | 17O + e+ + νe | +2,76 МэВ  |               |
| 17O + 1H | → | 14N + 4He     | +1,19 МэВ  |               |

NO I-цикл повышает темп энерговыделения в CN-цикле, увеличивая число ядер-катализаторов CN-цикла.
Последняя реакция этого цикла также имеет два варианта протекания, один из которых даёт начало ещё одному циклу — NO II-циклу:
| 15N + 1H | → | 16O + γ       | +12.13 МэВ  |
| 16O + 1H | → | 17F + γ       | +0,60 МэВ   |
| 17F      | → | 17O + e+ + νe | +2,76 МэВ   |
| 17O + 1H | → | 18F + γ       | +5,61 МэВ   |
| 18F      | → | 18O + e+ + νe | + 1.656 МэВ |
| 18O + 1H | → | 15N + 4He     | +3, 98 МэВ  |

Таким образом, циклы CN, NO I и NO II образуют тройной CNO-цикл.
Имеется ещё один очень медленный четвёртый цикл, т. н. OF-цикл, но его роль в выработке энергии ничтожно мала — на один такой цикл приходится примерно по тысяче циклов NO I и NO II и более миллиона циклов CN (это объясняется тем, что сечение реакции 17O + 1H → 18F + γ на три порядка ниже, чем 17O + 1H → 14N + 4He). Однако этот цикл важен для объяснения происхождения 19F.
| 17O + 1H | → | 18F + γ       | + 5.61 МэВ  |
| 18F      | → | 18O + e+ + νe | + 1.656 МэВ |
| 18O + 1H | → | 19F + γ       | + 7.994 МэВ |
| 19F + 1H | → | 16O + 4He     | + 8.114 МэВ |
| 16O + 1H | → | 17F + γ       | + 0.60 МэВ  |
| 17F      | → | 17O + e+ + νe | + 2.76 МэВ  |

При взрывном горении водорода в поверхностных слоях звёзд, например, при вспышках сверхновых, могут развиваться очень высокие температуры, и характер CNO-цикла резко меняется. Он превращается в так называемый горячий CNO-цикл, в котором реакции идут очень быстро и запутанно.